# Shang Juncheng
Shang Juncheng (chino: 商竣程; pinyin: Shāng Jùnchéng; Pekín, 2 de febrero de 2005) es un tenista de nacionalidad china. 
Shang alcanzó el ranking de individuales más alto de su carrera; 47 del mundo el 21 de octubre de 2024. También alcanzó el ranking júnior N.º 1 de la ITF en julio de 2021.
Shang hizo su debut en la gira profesional en el Rio Open 2022, donde recibió un comodín para el cuadro principal. Fue derrotado por Pedro Martínez en la primera ronda, 6-3, 6-4.
Shang hizo su debut en el cuadro principal de Grand Slam luego de pasar la clasificación en el Abierto de Australia 2023.

## Vida personal
Shang actualmente entrena y vive en la Academia IMG en Bradenton, Florida. Shang es hijo del exfutbolista Shang Yi y de la ex jugadora de tenis de mesa Wu Na.

## Carrera
Su máximo ídolo es Marcelo Ríos. Emplea una raqueta del modelo Babolat Pure Drive 98, que lleva cuerdas Babolat RPM Hurricane.

### 2019: primer título de la ITF
En 2019, Shang fue el primer jugador nacido en 2005 en ganar un torneo en el Circuito Junior de la ITF.

### 2021: Finalista Junior Major (Jóvenes Destacados)
Shang jugó en la División Junior de Roland Garros 2021 y alcanzó los cuartos de final. Perdió ante Sean Cuenin en 2 sets (4–6, 5–7). También jugó en la División Junior de Wimbledon 2021 y llegó a las semifinales. Perdió ante Victor Lilov en 2 sets (3–6, 1–6). Shang jugó en la División Junior del US Open 2021 y llegó a la final, en donde perdió ante Daniel Rincón en 2 sets (2–6, 6–76–8).

### [5]2022: ATP e histórico Masters y debut en el top 200
Shang recibió un comodín (en inglés: Wild Card [WC], que significa que la organización del evento, ve a un jugador suficientemente destacado, como para invitarlo a participar del evento, sin haber llegado al, por el método normal de competición), para jugar el evento ATP Tour 500 en el cuadro principal del Abierto de Río 2022 después de que el argentino Juan Martín del Potro anunciara su retiro del tenis profesional. Shang fue derrotado en la primera ronda por Pedro Martínez.
Así mismo, recibió un comodín (WC) para el sorteo de clasificación de Indian Wells, donde venció a Francisco Cerúndolo en la primera ronda y su oponente Mats Moraing se retiró en la segunda ronda. 
Habiéndose clasificado para competir en el grupo principal de jugadores, se convirtió en el primer joven chino en jugar en Indian Wells y el primer jugador de su país en clasificarse para un ATP Masters 1000. Fue derrotado por Jaume Munar en dos sets.
Siendo su entrenador Marcelo Ríos [5], ganó su primer título en el Lexington Challenger de 2022, con lo cual se convirtió en el jugador chino más joven en ganar un trofeo en la historia del Challenger Tour y el más joven desde Carlos Alcaraz en el Alicante del 2020.
Alcanzó a estar entre los 200 mejor ranqueados del tenis profesional, logrando el N.º 195 del mundo el 19 de septiembre de 2022.

### 2023: Debut histórico en Grand Slams y primera victoria, los mejores 150
Shang hizo su debut en un Grand Slam al clasificarse en el Abierto de Australia después de derrotar a Fábián Marozsán, al cabeza de serie número 16, Fernando Verdasco y a Zsombor Piros, convirtiéndose en el jugador masculino más joven del torneo y el mejor clasificado en un Grand Slam, desde Carlos Alcaraz, quien lo consiguió a los 17 años, en el Abierto de Australia (Australian Open) de 2021.[cita requerida]
Se convirtió en el 10.º jugador de China continental en llegar al cuadro principal de este Grand Slam en 2023.[cita requerida] Fue la primera vez en esa oportunidad que un trío masculino chino participó en esta competencia en el cuadro individual principal de jugadores de Grand Slam en la era de los Abiertos de tenis - Open era en inglés (desde 1968) y la primera en toda la historia del Abierto de Australia (desde 1905).[cita requerida]
Shang derrotó a Oscar Otte en la primera ronda, convirtiéndose en el primer jugador masculino chino en ganar un partido en el Abierto de Australia en la Era Abierta. [cita requerida] Luego perdió en sets seguidos ante Frances Tiafoe en la segunda ronda.
El Abierto de Francia (French Open), fue su segundo Grand Slam consecutivo donde se pudo clasificar, al derrotar a Pablo Cuevas, Fábián Marozsán y Renzo Olivo.[cita requerida]
Alcanzó el grupo de los 150 mejores jugadores el 17 de julio de 2023. La semana siguiente, compitió en el Atlanta Open 2023, donde perdió ante Kei Nishikori en los cuartos de final. Luego compitió en su segundo ATP 500 en Washington D. C. derrotando a Emilio Gómez y al 14.º cabeza de serie Ben Shelton antes de perder ante el segundo cabeza de serie Frances Tiafoe. [cita requerida]
Jugó su primer evento ATP Tour en su tierra natal en el Zhuhai Championships del 2023.[cita requerida] donde perdió ante Mackenzie McDonald.[cita requerida] Recibió un comodín para los siguientes torneos asiáticos: El Abierto de China en Pekín (China Open), donde perdió ante Yoshihito Nishioka, y el 2023 Rolex Shanghai Masters,[cita requerida] donde perdió en la segunda ronda.

### 2024: Primera semifinal ATP y tercera ronda de Grand Slam
Después de haber recibido un comodín para el torneo 2024 ATP Hong Kong Tennis Open, alcanzó sus primeros cuartos de final ATP con victorias sobre el séptimo cabeza de serie Laslo Djere, y luego Botic van de Zandschulp en un partido cerrado de 3 horas y media con tres desempates 6-7 (5) 7-6 (2) 7-6 (2).[cita requerida] A continuación, derrotó al tercer cabeza de serie Frances Tiafoe en sets continuos para llegar a la primera semifinal ATP de su carrera,CR antes de perder ante el eventual campeón Andrey Rublev en un partido de tres sets.[cita requerida]
Recibió una invitación tipo comodín para el Abierto de Australia (Australian Open),[cita requerida] donde derrotó a Mackenzie McDonald en la primera ronda y al clasificado Sumit Nagal en la segunda para llegar a la tercera ronda de un Grand Slam por primera vez en su carrera.

### Individuales
| Torneo                    | 2021 | 2022 | 2023 | 2024 | SR    | G–P |
| ------------------------- | ---- | ---- | ---- | ---- | ----- | --- |
| Torneos Grand Slam        |      |      |      |      |       |     |
| Abierto de Australia      | A    | A    | 2R   | 3R   | 0 / 2 | 3–2 |
| Roland Garros             | A    | A    | 1R   | Q1   | 0 / 1 | 0–1 |
| Abierto de Estados Unidos | A    | A    | Q1   | 2R   | 0 / 1 | 1–1 |
| US Open                   | A    | A    | Q3   | 3R   | 0 / 1 | 2–1 |
| Gan–Per                   | 0–0  | 0–0  | 1–2  | 5-3  | 0 / 5 | 6–5 |

## Títulos ATP (1; 1+0)

### Individual (1)
| Leyenda                         |
| Grand Slam (0)                  |
| ATP Wourld Tour Finals (0)      |
| ATP World Tour Masters 1000 (0) |
| ATP World Tour 500 (0)          |
| ATP World Tour 250 (1)          |

| N.º | Fecha                    | Torneo  | Superficie | Oponente en la final | Resultado   |
| --- | ------------------------ | ------- | ---------- | -------------------- | ----------- |
| 1.  | 24 de septiembre de 2024 | Chengdú | Dura       | Lorenzo Musetti      | 7-6(4), 6-1 |

## Títulos ATP Challenger (1; 1+0)

### Individuales (1)
| N.° | Fecha      | Torneo                  | Superficie | Oponente en la final | Resultado |
| --- | ---------- | ----------------------- | ---------- | -------------------- | --------- |
| 1.  | 07.08.2022 | Challenger de Lexington | Dura       | Emilio Gómez         | 6-4, 6-4  |